# Edelzell
Edelzell ist ein Stadtteil der osthessischen Stadt Fulda. Benachbart sind im Norden die Kernstadt Fulda, im Osten Pilgerzell, im Süden Engelhelms und im Süd-Westen Bronnzell.

## Geschichte
Im Jahre 1325 wurde das Dorf erstmals urkundlich genannt.
Im Zweiten Weltkrieg waren eine zerstörte Schule und zerstörte Gebäude das Ergebnis eines Luftangriffes am 17. März 1945 auf Edelzell und Engelhelms. Es war ein schulfreier Samstag, als es gegen 11.00 Uhr ein Vollalarm gab. Der Luftangriff galt Fulda, und die Explosionsrschütterungen wurden bis Edelzell wahrgenommen. Die sonst übliche Entwarnung ließ lange auf sich warten, und die ersten Einwohner verließen den Luftschutzbunker. In einer zweiten Angriffswelle aus Richtung Florenberg/Engelhelms wurde die Schule getroffen und zur Ruine. Menschenleben waren, anders als in Engelhelms. nicht zu beklagen.
Im Zuge der Gebietsreform in Hessen wurde die Gemeinde Edelzell zugleich mit anderen Stadtrandgemeinden am 1. August 1972 kraft Landesgesetz in die kreisfreie Stadt Fulda eingegliedert, kam zusammen mit dieser aber am 1. Juli 1974 wieder zurück zum Landkreis Fulda.

## Bevölkerung
Einwohnerstruktur 2011
Nach den Erhebungen des Zensus 2011 lebten am Stichtag dem 9. Mai 2011 in Edelzell 2256 Einwohner. Darunter waren 63 (2,8 %) Ausländer. Nach dem Lebensalter waren 402 Einwohner unter 18 Jahren, 996 zwischen 18 und 49, 138 zwischen 50 und 64 und 132 Einwohner waren älter. Die Einwohner lebten in 975 Haushalten. Davon waren 312 Singlehaushalte, 252 Paare ohne Kinder und 321 Paare mit Kindern, sowie 72 Alleinerziehende und 15 Wohngemeinschaften. In 204 Haushalten lebten ausschließlich Senioren und in 684 Haushaltungen lebten keine Senioren.
Einwohnerentwicklung
| • 1812: | 8 Feuerstellen, 54 Seelen |

| Edelzell: Einwohnerzahlen von 1812 bis 2017 | Edelzell: Einwohnerzahlen von 1812 bis 2017 | Edelzell: Einwohnerzahlen von 1812 bis 2017 | Edelzell: Einwohnerzahlen von 1812 bis 2017 | Edelzell: Einwohnerzahlen von 1812 bis 2017 |
| --- | ------------------------------------------- | ------------------------------------------- | ------------------------------------------- | ------------------------------------------- |
| Jahr |                                             |                                             |                                             | Einwohner                                   |
| 1812 | 1812                                        |                                             | 57                                          | 57                                          |
| 1834 | 1834                                        |                                             | 88                                          | 88                                          |
| 1840 | 1840                                        |                                             | 98                                          | 98                                          |
| 1846 | 1846                                        |                                             | 101                                         | 101                                         |
| 1852 | 1852                                        |                                             | 122                                         | 122                                         |
| 1858 | 1858                                        |                                             | 105                                         | 105                                         |
| 1864 | 1864                                        |                                             | 117                                         | 117                                         |
| 1871 | 1871                                        |                                             | 118                                         | 118                                         |
| 1875 | 1875                                        |                                             | 113                                         | 113                                         |
| 1885 | 1885                                        |                                             | 134                                         | 134                                         |
| 1895 | 1895                                        |                                             | 119                                         | 119                                         |
| 1905 | 1905                                        |                                             | 200                                         | 200                                         |
| 1910 | 1910                                        |                                             | 238                                         | 238                                         |
| 1925 | 1925                                        |                                             | 258                                         | 258                                         |
| 1939 | 1939                                        |                                             | 342                                         | 342                                         |
| 1946 | 1946                                        |                                             | 492                                         | 492                                         |
| 1950 | 1950                                        |                                             | 510                                         | 510                                         |
| 1956 | 1956                                        |                                             | 585                                         | 585                                         |
| 1961 | 1961                                        |                                             | 719                                         | 719                                         |
| 1967 | 1967                                        |                                             | 978                                         | 978                                         |
| 1970 | 1970                                        |                                             | 1.035                                       | 1.035                                       |
| 1988 | 1988                                        |                                             | 1.580                                       | 1.580                                       |
| 2011 | 2011                                        |                                             | 2.256                                       | 2.256                                       |
| 2013 | 2013                                        |                                             | 2.291                                       | 2.291                                       |
| 2015 | 2015                                        |                                             | 2.281                                       | 2.281                                       |
| 2017 | 2017                                        |                                             | 2.325                                       | 2.325                                       |
| Datenquelle: Historisches Gemeindeverzeichnis für Hessen: Die Bevölkerung der Gemeinden 1834 bis 1967. Wiesbaden: Hessisches Statistisches Landesamt, 1968. Weitere Quellen: ; 2010–2017: |                                             |                                             |                                             |                                             |

Historische Religionszugehörigkeit
| • 1885: | ein evangelischer (= 0,75 %), 133 katholische (= 99,25 %) Einwohner |
| • 1961: | 70 evangelische (= 9,74 %), 649 katholische (= 90,26 %) Einwohner   |

## Wappen
Am 16. Juni 1964 wurde der Gemeinde Edelzell im Landkreis Fulda ein Wappen mit folgender Blasonierung verliehen: Von Silber und Rot gespalten; vorn ein durchgehendes schwarzes Kreuz mit dünner senkrechter und waagerechter Trennlinie, hinten eine silberne Pflugschar.

## Wirtschaft und Infrastruktur
Edelzell ist etwa drei Kilometer vom Stadtzentrum Fuldas entfernt und wird über mehrere Haltestellen durch die Stadtbuslinien 4 Edelzell und 7 Engelhelms sowie durch die Extralinie 36 angefahren.
An Infrastruktur im Ort ist eine Bäckerei, ein Kiosk, drei Kinderspielplätze, eine Kirche (Christkönig, die mit Engelhelms, einem Ortsteil der Gemeinde Künzell, geteilt wird), eine Apotheke, ein Friseursalon und ein Zahnarzt vorhanden. Die Ortsvorsteherin von Edelzell heißt Kerstin Hirsch.